# VLA2001
VLA2001, також відома під назвою Вакцина Valneva проти COVID-19 — кандидат на вакцину проти COVID-19, розроблений компанією «Valneva».

## Розробка

### І і ІІ фази клінічного дослідження
Компанія «Valneva» на основі технології компанії «Dynavax» розробила кандидата на вакцину проти COVID-19, який є інактивованою цільною вірусною вакциною, яка отримала кодову назву «VLA2001». Цей кандидат на вакцину отриманий з вакцини проти японського енцефаліту, та проходить І—ІІ фази клінічного дослідження у Великій Британії. У клінічному дослідженні І—ІІ фази беруть участь 150 осіб, і в ньому вакцина перевіряється введенням трьох рівних доз на безпеку, переносимість та імуногенність. Очікувалось, що цей етап дослідження завершиться до 15 лютого 2021 року, а повну звітність буде завершено до серпня 2021 року.

## Постачання
Компанії «Valneva» та «Dynavax» досягли домовленості з урядом Великої Британії про надання країні до 100 мільйонів доз вакцини, які будуть вироблятися на заводі компанії в шотландському місті Лівінгстон. Уряд Великої Британії попередньо замовив 60 мільйонів доз. Це клінічне дослідження проводилось за підтримки Національний інститут досліджень в області охорони здоров'я Великої Британії та чотирьох британських університетів. Завдяки державній підтримці компанія «Valneva» зможе негайно перейти до клінічного дослідження ІІІ фази, та підготує виробничі потужності до повної оцінки клінічного дослідження І—ІІ фази, та не буде застосовувати традиційний повільний послідовний підхід до виробництва, що дає менший фінансовий ризик.